# Einwohnerentwicklung von Breslau

Stadtwappen

Dieser Artikel gibt die Einwohnerentwicklung von Breslau tabellarisch und grafisch wieder.
Am 31. Dezember 2023 betrug die amtliche Einwohnerzahl für Breslau 673 743. Die höchste Einwohnerzahl hatte Breslau nach Angaben der GUS im 30 Juni 2023 mit 674 132 Einwohnern. Sie ist derzeit nach Warschau und Krakau die drittgrößte Stadt Polens.

## Übersicht
Breslau zählte schon früh und lange zu den größten Städten Deutschlands bzw. des Heiligen Römischen Reichs und war somit auch schon immer die größte Metropole Schlesiens. Im 14. Jahrhundert war Breslau mit 15.000 Einwohnern nach Köln, Lübeck, Nürnberg und Straßburg die fünftgrößte Stadt in Deutschland. 1500 und 1700 war sie siebtgrößte Stadt des Reichs. In der ersten Hälfte des 19. Jahrhunderts überschritt man die Grenze zur Großstadt. 1880 wuchs Breslau mit 272.912 Einwohnern sogar zur drittgrößten Stadt des Deutschen Reichs und zur zweitgrößten Stadt Preußens an. In den Folgejahren überholten jedoch andere Städte Breslau mit ihrem Wachstum und ließen sie auf Platz 7 absteigen. Ohne größere Eingemeindungen, nur durch das Wachstum der Kernstadt, wuchs Breslau Anfang des 20. Jahrhunderts auf eine halbe Million Einwohner heran. Mit dem Groß-Breslau-Gesetz wurden im April 1928 eine große Anzahl der umliegenden Gemeinden nach Breslau eingemeindet und Breslau überschritt die Marke von 600.000 Einwohnern. 1939 lag die Einwohnerzahl bei 629.565 und Breslau war somit die neuntgrößte Stadt Großdeutschlands.
Mit dem Ende des Zweiten Weltkriegs wurde Breslau unter polnische Verwaltung gestellt und nahezu die komplette deutsche Bevölkerung systematisch vertrieben. Noch währenddessen wurden polnische Siedler in der Stadt angesiedelt. Die vorhandene Infrastruktur und die große Menge an Wohnraum ermöglichten eine schnelle Ansiedlung einer großen Anzahl von neuen Einwohnern. Zwar wurden viele Institutionen aus Ostgalizien und dem ostgalizischen Lemberg nach dem Zweiten Weltkrieg in Breslau angesiedelt, die neuen polnischen Einwohner stammten jedoch aus allen Teilen Polens, vorwiegend aus Großpolen, und die aus Ostgalizien stammenden Polen stellten von Anfang an eine Minderheit in der Gesamtbevölkerung dar. Bereits 1950 lebten in der Stadt über 300.000 Einwohner. Zwar siedelte man in Breslau und anderen Städten Niederschlesiens direkt nach dem Krieg viele Juden an, doch diese verließen Polen größtenteils in den Folgejahren und 1953 und ihre Bedeutung in der Stadt nahm deutlich ab.
Zwar überschritt Breslau in den 1980er Jahren erneut die Einwohnerzahlen aus der Vorkriegszeit, jedoch besaß die Stadt dabei, durch weitere Eingemeindungen in den 1950er und 1970er Jahren, mit 292,8 Quadratkilometern eine viel größere Fläche als sie 1939 mit 174,61 Quadratkilometern besaß. Mit dem Bau von Großwohnsiedlungen schuf man neuen Wohnraum in großer Zahl. Mit 643 640 Einwohnern erreichte Breslau 1991 seine höchste Einwohnerzahl, die seitdem nur leicht gefallen ist und etwa auf ähnlichem Niveau geblieben ist.
Seit den 2010er Jahren ist Breslau geprägt durch den Zuzug einer großen Anzahl von ausländischen Arbeitskräften, unter denen die Ukrainer den größten Anteil stellen.

## Einwohnerentwicklung
- 1329 – 15 500
- 1357 – etwa 10 000
- 1439 – etwa 19 000
- 1526 – 22 000
- 1550 – 19 800
- 1555 – etwa 35 400
- 1579 – etwa 29 000
- 1640 – 20 000
- 1675 – etwa 30 000
- 1700 – etwa 40 000
- 1750 – 55 000
- 1756 – 54 774
- 1763 – 42 114
- 1768 – 47 000
- 1785 – 50 948
- 1799 – 58 270
- 1800 – 54 000
- 1808 – 64 500
- 1811 – 62 504[2]
- 1819 – 78 135
- 1834 – 91 401
- 1842 – ca. 100 000
- 1849 – 110 702
- 1852 – 121 052
- 1863 – 154 600
- 1868 – 192 100
- 1871 – 207 997 (darunter 13 916 Juden)
- 1875 – 239 050
- 1880 – 272 912 (darunter 17 445 Juden)
- 1885 – 300 000[3] (darunter 173 000 Protestanten, 109 000 Katholiken und 18 000 Juden)
- 1890 – 335 186 (darunter 17 754 Juden)
- 1895 – 373 200
- 1897 – 398 000
- 1899 – 413 000
- 1900 – 422 709 (darunter 19 743 Juden)
- 1904 – 461 500
- 1910 – 512 105[4] (darunter 18 538 Polen)[5]
- 1911 – 526 200
- 1919 – 528 260
- 1924 – 555 900
- 1925 – 557 139 (darunter 23 240 Juden)
- 1933 – 625 198 (darunter 20 202 Juden)
- 1939 – 629 565
- Ende Mai 1945 – etwa 202 000 (darunter 2 000 Polen)[6]
- August 1945 – etwa 216 000 (darunter 16 000 Polen[7], Ende 1945 etwa 43 000 Polen)
- 14. Februar 1946  – 170 656 (darunter 57 103 Polen, von denen 26 605 (47 %) angesiedelt wurden, der Rest zog individuell in die Stadt,[8] und 20 534 Juden)
- 1948 – 295 796 (darunter 2 100 Deutsche, 50 865 Polen aus den Kresy) (Volkszählung)
- 1950 – 308 925 (Volkszählung)
- 1955 – 378 619
- 1960 – 430 522 (Volkszählung)
- 1961 – 442 700
- 1962 – 451 600
- 1963 – 461 900
- 1964 – 469 400
- 1965 – 474 199
- 1966 – 480 600
- 1967 – 506 100
- 1968 – 512 200
- 1969 – 517 400
- 1970 – 526 000 (Volkszählung)
- 1971 – 531 100
- 1972 – 541 600
- 1973 – 560 300
- 1974 – 568 928
- 1975 – 575 890
- 1976 – 584 500
- 1977 – 592 500
- 1978 – 597 700 (Volkszählung)
- 1979 – 609 100
- 1980 – 617 687
- 1981 – 621 865
- 1982 – 627 068
- 1983 – 631 287
- 1984 – 635 955
- 1985 – 637 207
- 1986 – 639 998
- 1987 – 640 193
- 1988 – 639 138 (Volkszählung)
- 1989 – 642 334
- 1990 – 643 218
- 1991 – 643 640
- 1992 – 640 663
- 1993 – 642 332
- 1994 – 642 917
- 1995 – 641 974
- 1996 – 640 600
- 1997 – 639 399
- 1998 – 637 877
- 1999 – 636 765
- 2000 – 633 857
- 2001 – 634 047
- 2002 – 639 150 (Volkszählung)
- 2003 – 637 548
- 2004 – 636 268
- 2005 – 635 932
- 2006 – 634 630
- 2007 – 632 930
- 2008 – 632 162
- 2009 – 632 146
- 2010 – 630 256 (30 Juni)
- 2020 – 643 782 (30 Juni), 641 928 (31 Dezember)
- 2023 – 674 132 (30 Juni), 673 743 (31 Dezember)

| Jahr | Einwohner | Anmerkungen |
| ---- | --------- | --- |
| 2010 | 632 996   | (294 960 männlich, 338 036 weiblich) |
| 2011 | 630 131   | Stand am 31. März (Volkszählungsergebnis) |
| 2011 | 631 235   | Stand am 31. Dezember (294 569 männlich, 336 666 weiblich) |
| 2012 | 631 188   | (294 303 männlich, 336 885 weiblich) |
| 2013 | 631 263   | Stand am 30. Juni (294 300 männlich, 336 963 weiblich) |
| 2014 | 634 487   | |
| 2015 | 635 759   | Stand am 31. Dezember |
| 2016 | 637 683   | |
| 2017 | 638 586   | Nach Schätzungen der Stadt sollen sich 60.000–70.000 Ukrainer in der Stadt befinden. Von Januar 2016 bis September 2017 wurden laut dem Arbeitsamt Breslau in der Stadt Breslau und im Landkreis etwa 157 640 ausländische Arbeitnehmer eingestellt, die meistens aus der Ukraine, Weißrussland, Georgien, Moldawien, Armenien und aus Russland stammten. |
| 2018 | 640 648   | |
| 2019 | 642 869   | |
| 2020 | 641 928   | |
| 2023 | 674 132   | |

## Grafiken
- Alterspyramide mit der Altersstruktur der Stadt für das Jahr 2014 (Frauen in blau und Männer in schwarz):

## Stadtfläche

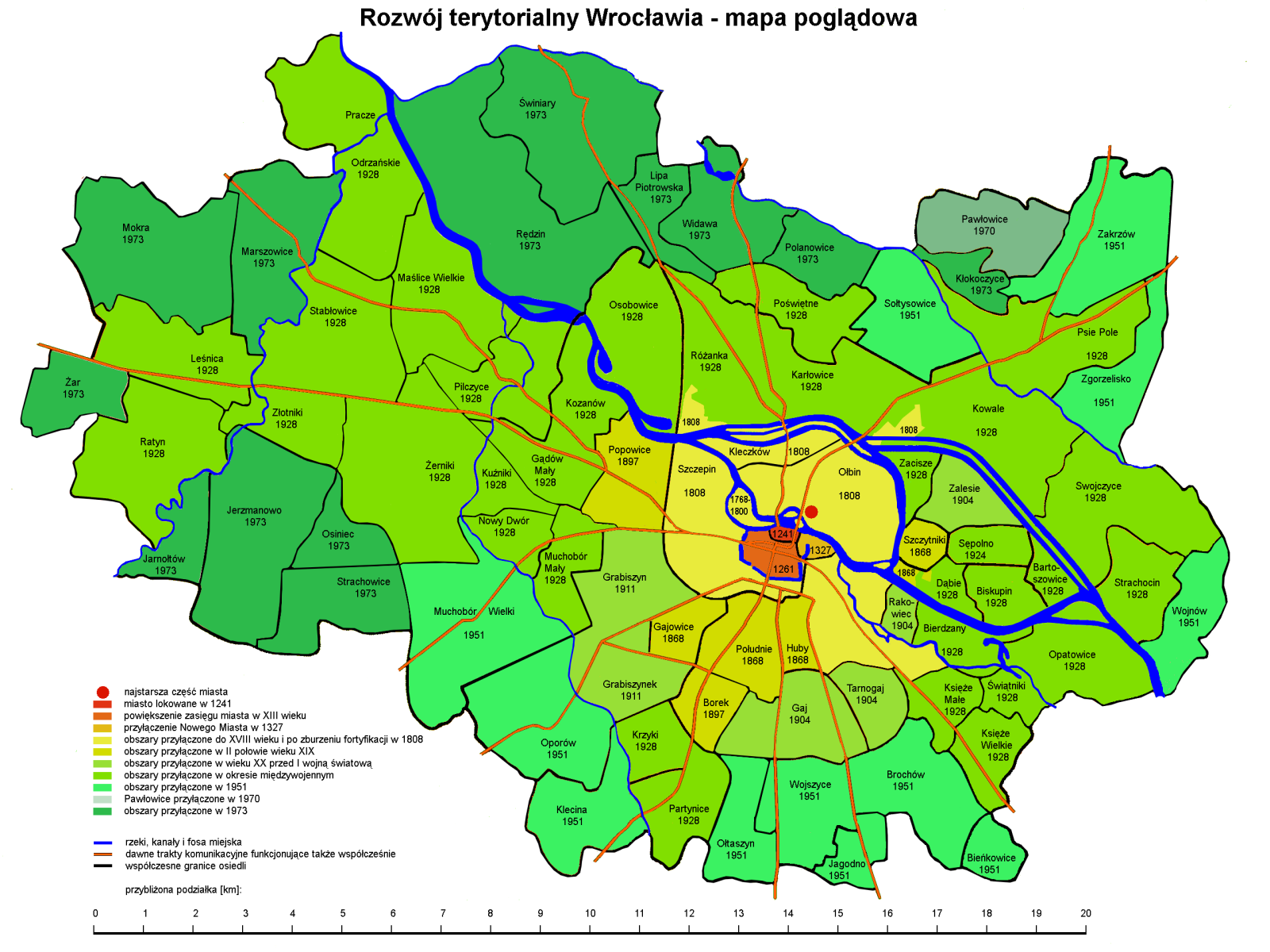
Flächenwachstum und Eingemeindungen

| 1808 | 20,48 km²  |
| 1868 | 30,20 km²  |
| 1895 | 30,93 km²  |
| 1897 | 35,76 km²  |
| 1899 | 36,07 km²  |
| 1904 | 42,39 km²  |
| 1911 | 49,20 km²  |
| 1924 | 49,61 km²  |
| 1928 | 174,61 km² |
| 1951 | 225,00 km² |
| 2006 | 292,82 km² |